# Styelicola bahusia
Styelicola bahusia is een eenoogkreeftjessoort uit de familie van de Ascidicolidae. De wetenschappelijke naam van de soort is voor het eerst geldig gepubliceerd in 1968 door Lützen.